# Ulrike Sarvariová
Ulrike Sarvariová (* 22. června 1964) je bývalá německá atletka, sprinterka.

## Sportovní kariéra
Svých největších úspěchů dosáhla v roce 1990. Na evropském halovém šampionátu v Glasgow zvítězila v běhu na 60 i 200 metrů. Je tak jednou atletkou, která zvítězila na halovém mistrovství Evropy v obou těchto disciplínách. Na evropském šampionátu pod širým nebem ve Splitu byla členkou stříbrné německé štafety v běhu na 4 × 100 metrů, ve finále běhu na 100 metrů skončila sedmá.